# Акт про присягу
Акт про присягу (англ. Test Act) — був прийнятий англійським парламентом у 1679 році. Відповідно до нього особи, що обіймають державні та громадські посади в Англії, були зобов'язані складати присягу про те, що вони не визнають дійсного перетворення хліба й вина на Тіло і Кров Христа під час католицької літургії — меси, саму месу й відмовляються від шанування святих. Цим Актом католики фактично позбавлялись можливості займати будь-які посади й пости в Англії.
Остаточне відновлення католиків у громадянських правах відбулось тільки у 1829 році.